# Billaea menezesi
Billaea menezesi là một loài ruồi trong họ Tachinidae.